# Trencavel
Los Trencavel fueron una importante dinastía vizcondal que rigió, entre el siglo X y el XIII, los vizcondados de Nimes, Albi, Carcasona, Rasez, Béziers y Agda, en la región del Languedoc.
El nombre Trencavel quizás deriva de la palabra compuesta 'trencavelana' (rompe avellana). Originado como apodo o apellido, Trencavel, aconteció más tarde un nombre de hombre que trajeron varios vizcondes (Ramón Trencavel I, II), así como algunas damas de la casa vizcondal (siendo Trencavela la versión femenina del nombre).
El primer miembro documentado de la familia Trencavel fue Aton I, que fue vizconde de Albi en el siglo X. A Aton lo siguieron cinco generaciones de vizcondes de Albi por descendencia directa: Bernardo Aton (muerto el 937), Aton II (muerto el 942), Bernardo Aton II (muerto el 990), Aton III (muerto el 1030) y Bernardo Aton III (muerto el 1060). Ramón Bernardo (muerto el 1074), hijo de Bernardo Aton III, se casó con Ermengarda de Carcasona, hermana de Roger, el último conde de Carcasona. Ramón Aton era vizconde de Albi y Nimes, y adquirió Carcasona y Beziers los años 1068-1070 a raíz de la muerte de su cuñado. Su hijo, Bernardo Aton IV (muerto el 1129), fue vizconde de Albi, Beziers, Carcasona, Nimes y Rasez. Fue entonces cuando la familia Trencavel, con Bernardo Aton IV, tuvo bajo su dominio todas las tierras de los condes de Tolosa; pese a esto, los Trencavel nunca adquirieron el título de condes. Los hijos de Bernardo Aton IV dividieron la herencia de su padre. El más grande de todos los hijos, Roger I (muerto el 1150), tomó Albi, Carcasona y el Rasez. El segundo hijo, Ramón I (muerto el 1167) tomó Beziers, y heredó Albi, Carcasona y el Rasez cuando su hermano Roger murió sin descendencia. Finalmente, el menor de los hijos de Bernardo Aton IV, Bernardo Aton V (muerto el 1159), heredó Nimes, al cual añadió Agde.
Este conglomerado de tierras al centro del Languedoc en manos de los Trencavel dio a esta familia una posición de considerable poder durante los siglos XI y XII. Tanto es así, que sus vecinos cercanos (los condes de Tolosa al oeste y los condes de Barcelona al sur), viendo la importancia y la fuerza de los Trencavel y sus tierras buscaron alianza con ellos. Mayoritariamente, los Trencavel fueron aliados de los condes de Barcelona.
El gobierno de los Trencavel acabó el 1209 en Carcasona, el Rasez, Beziers y Albi, y en el 1214 en Nimes y Agde (debido a la conquista de Simón de Montfort, dentro de la Cruzada Albigense). recobraron el poder brevemente del 1224 al 1227 y después parcialmente el 1240, pero finalmente renunciaron a todos los derechos a favor del rey de Francia el 1247, a cambio de una pensión.
Ramón Roger Trencavel será uno de los protagonistas importantes de la cruzada Albigense. Se opondrá muchas veces a Simón de Montfort, hasta que este último lo derrotó y confiscó todas las tierras del vizconde en su provecho. Ramón Roger murió poco después en circunstancias no aclaradas durante su confinamiento.
El hijo de Ramón Roger, Ramón, intentará en su madurez, recuperar los territorios de su padre en dos ocasiones. Lo consiguió la primera vez pero fue de nuevo desposeído en 1226. En 1240 asedió la ciudad de Carcasona, bajo el control de Francia. El ejército del rey Luis IX de Francia llegó durante el asedio y obligó a Ramón a retirarse y a ceder sus derechos al rey de Francia antes de partir a la Séptima Cruzada. Murió hacia 1267.
El último heredero de la dinastía Trencavel, Roger de Béziers, participó en la Octava Cruzada en 1269. Es el último acto conocido del linaje.
- Datos: Q654564
- Multimedia: House of Trencavel / Q654564